# Villeneuve-de-Berg
Villeneuve-de-Berg je naselje in občina v jugovzhodnem francoskem departmaju Ardèche regije Rona-Alpe. Leta 2006 je naselje imelo 2.789 prebivalcev.

## Geografija
Kraj se nahaja v pokrajini Languedoc 40 km južno do jugozahodno od središča departmaja Privas.

## Uprava
Villeneuve-de-Berg je sedež istoimenskega kantona, v katerega so poleg njegove vključene še občine Berzème, Darbres, Lanas, Lavilledieu, Lussas, Mirabel, Rochecolombe, Saint-Andéol-de-Berg, Saint-Germain, Saint-Gineis-en-Coiron, Saint-Jean-le-Centenier, Saint-Laurent-sous-Coiron, Saint-Maurice-d'Ardèche, Saint-Maurice-d'Ibie, Saint-Pons in Vogüé z 8.521 prebivalci. 
Kanton je sestavni del okrožja Largentière.

## Zgodovina
Kraj je bil kot utrdba ustanovljen s sporazumom o koregentstvu, sklenjenem leta 1284 med francoskim kraljem Filipom III. in Falconom, opatom cistercijanskega samostana Mazan. Sama opatija je imela v lasti oddaljeno posestvo, znano kot "skedenj". Slednji, imenovan Berg se prvikrat omenja v buli papeža Honorija III. Religiosam vitam eligentibus.